# Vascstock 2004
Il Vascstock 2004 è stato un concerto gratuito tenuto dal cantautore Vasco Rossi il 25 settembre 2004 a Catanzaro (nel quartiere Germaneto), di fronte a oltre 420.000 persone .

## Storia
Il concerto gratuito fu deciso da Vasco Rossi per chiudere il suo Buoni o cattivi Tour. La produzione fu della Clear Channel insieme alla Iacobino Team e alla Sud Concerti con l’aiuto della Regione Calabria, della Provincia e e del Comune e con più di 700 addetti ai lavori.
Si svolse a Catanzaro, nel quartiere Germaneto, in una vasta area verde di 100 000 metri quadrati dove fu allestito un palco di ben 60 metri di larghezza. La sera del concerto ci fu un forte acquazzone che non riuscì a fermare gli oltre 450 000 mila fan giunti da tutta Italia per assistere a questo evento che le testate giornalistiche avevano definito il "Woodstock del Sud", poi ribattezzato da Vasco come "Vascstock".
Prima dell'inizio del concerto si esibirono varie band locali ed artisti come gli Articolo 31 e Irene Grandi. Il concerto fu mandato in onda su Italia 1, in prima serata, il 27 settembre 2004.

## Scaletta
- Cosa vuoi da me
- Fegato, fegato spappolato
- Cosa succede in città
- Non basta niente
- Anymore
- Portatemi Dio
- Come stai
- Hai mai
- E…
- Sally
- Stupendo
- Interludio
- Stendimi
- Buoni o cattivi
- Domenica lunatica
- Rewind
- Señorita
- Stupido hotel
- C'è chi dice no
- Gli spari sopra
- Siamo soli
- Un senso
- Bollicine
- Vivere
- Medley: Brava, Cosa c'è, Brava Giulia, Dormi dormi
- Siamo solo noi
- Vita spericolata
- Canzone (con dedica a Massimo Riva)
- Albachiara

## Formazione
- Vasco Rossi - voce
- Stef Burns - chitarra elettrica
- Claudio Golinelli - basso elettrico, contrabbasso elettrico
- Andrea Innesto - sassofono, cori
- Mike Baird - batteria, percussioni
- Clara Moroni - cori
- Frank Nemola - tromba, tastiere, programmazione, cori, percussioni
- Maurizio Solieri - chitarre
- Riccardo Mori - chitarra acustica
- Alberto Rocchetti - tastiere